# Trachurus trecae
Trachurus trecae är en fiskart som beskrevs av Cadenat, 1950. Trachurus trecae ingår i släktet Trachurus och familjen taggmakrillfiskar. Inga underarter finns listade i Catalogue of Life.